# (73568) 4656 P-L
(73568) 4656 P-L – planetoida z pasa głównego asteroid okrążająca Słońce w ciągu 3,3 lat w średniej odległości 2,22 j.a. Odkryta 24 września 1960 roku.